# کهروتا سیدان
کهروتا سیدان (به انگلیسی: Kharota Syedan) یک روستا در پاکستان است که در ناحیه سیالکوت واقع شده‌است. کهروتا سیدان ۲٫۵۲ کیلومتر مربع مساحت دارد.